# Định Thành, Thoại Sơn
Định Thành là một xã thuộc huyện Thoại Sơn, tỉnh An Giang, Việt Nam.

## Địa lý
Xã Định Thành nằm ở trung tâm huyện Thoại Sơn, có vị trí địa lý: 
- Phía đông giáp xã Vĩnh Khánh
- Phía tây giáp xã Định Mỹ và thị trấn Núi Sập
- Phía nam giáp xã Vĩnh Khánh và thành phố Cần Thơ
- Phía bắc giáp xã Vĩnh Trạch.

Xã Định Thành có diện tích 35,41 km², dân số năm 2019 là 10.644 người, mật độ dân số đạt 301 người/km².

## Điều kiện tự nhiên
Thuộc khu vực khí hậu nhiệt đới hai mùa rõ rệt
Mùa mưa: khoảng từ tháng 5 đến tháng 11 âl hàng năm
Mùa khô: khoảng từ tháng 12 đến tháng 4 âl năm sau

## Hành chính
Địa phân gồm 5 ấp: 
- ấp Hòa Long,
- ấp Hòa Thành,
- ấp Hòa Tân,
- ấp Hòa Thới,
- ấp Hòa Phú.
Mỗi ấp có khoảng 10-15 tổ

## Y tế
Trong xã có 1 cơ sỡ y tế cấp xã là Trạm y tế xã Định Thành ngoài ra còn có các tổ y tế theo từng ấp

## Giao thông
Tuyến đường trọng yếu là tuyến đường tỉnh Bắc Nam ĐT943 ngoài ra còn các tuyến khác như:
-tuyến đường liên xã Định Thành
-tuyến ven kênh T14
-tuyến ven rạch Sông Quanh
-tuyến ven kênh F,G,H...

## Lịch sử
- Quyết định 56-CP[3] ngày 11 tháng 03 năm 1977 của Hội đồng Chính phủ, hợp nhất huyện Huệ Đức và huyện Châu Thành thành một huyện lấy tên là huyện Châu Thành, xã Định Mỹ thuộc huyện Châu Thành
- Quyết định 181-CP[4] ngày 25 tháng 04 năm 1979 của Hội đồng Chính phủ, tách ấp Mỹ Thành, 1/4 ấp Mỹ Thới và ấp Phú Hữu của xã Định Mỹ lập thành một xã lấy tên là xã Định Thành.
- Quyết định 300-CP[5] ngày 23 tháng 08 năm 1979 của Hội đồng Bộ trưởng, chia huyện Châu Thành thành hai huyện lấy tên là huyện Châu Thành và huyện Thoại Sơn, xã Định Thành thuộc huyện Thoại Sơn